# Sahryń-Kolonia
Sahryń-Kolonia (prononciation : [ˈsaxrɨɲ kɔˈlɔɲa]) est un village polonais de la gmina de Werbkowice dans le powiat de Hrubieszów de la voïvodie de Lublin dans l'est de la Pologne.

## Histoire
De 1975 à 1998, le village est attaché administrativement à la voïvodie de Zamość.

Depuis 1999, il fait partie de la voïvodie de Lublin.